# Ménage de printemps

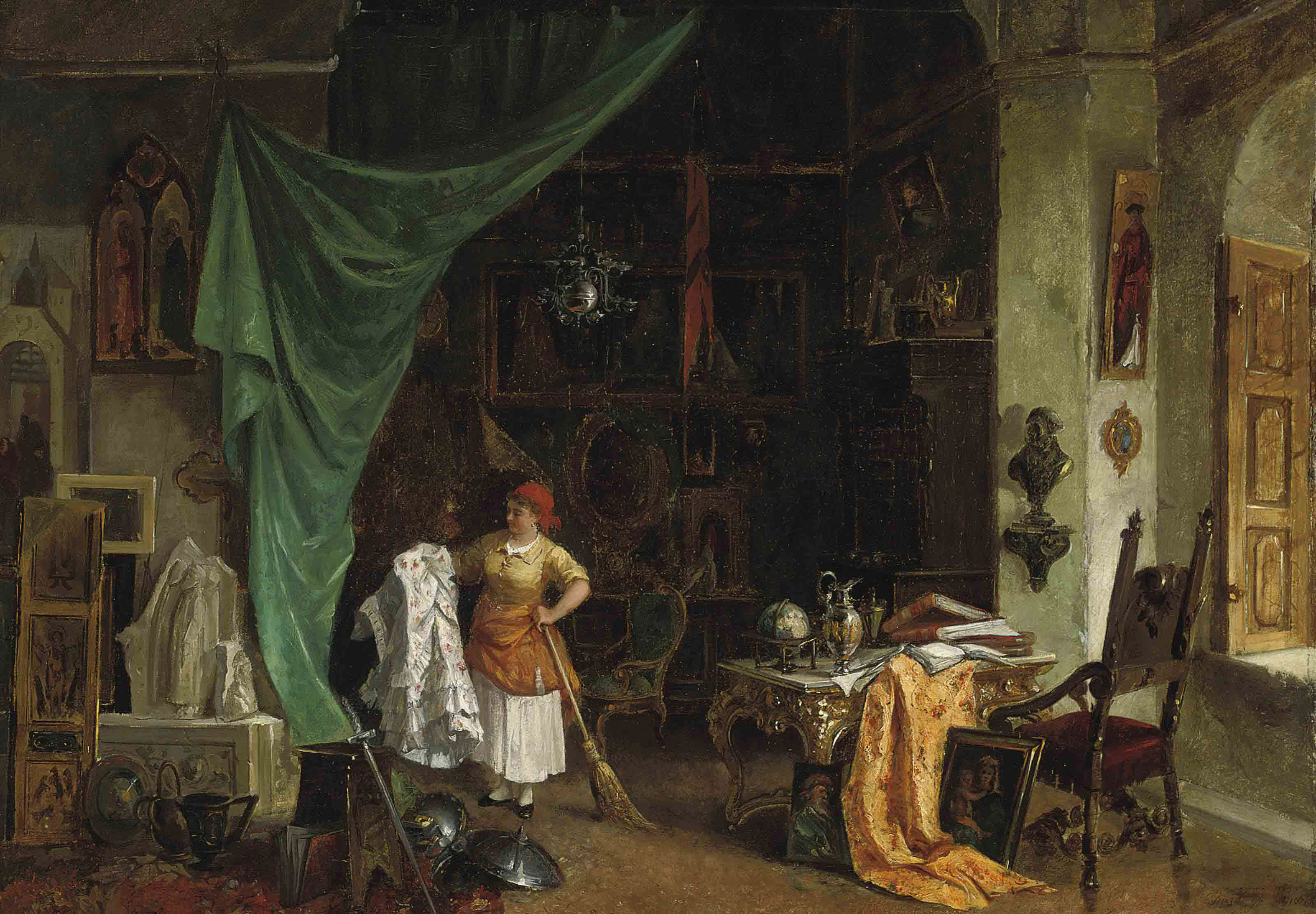
Le Nettoyage de printemps, artiste inconnu, XIXe siècle.

Le ménage de printemps, aussi appelé nettoyage de printemps, grand ménage de printemps ou grand nettoyage de printemps, est la pratique de réaliser un nettoyage complet du logement d'un ménage, par opposition aux tâches ménagères quotidiennes.
Cette activité est généralement réalisée au printemps dans les pays où les hivers sont froids. Dans de nombreuses cultures, ce grand ménage intervient à la fin de l'année, qui peut être au printemps ou en hiver, suivant le calendrier.
Le terme est également utilisé métaphoriquement pour toute activité intensive de nettoyage ou de réorganisation. Par exemple, l'expression est parfois employée pour parler d'une personne qui remet ses affaires en ordre avant un audit ou une inspection.

## Histoire

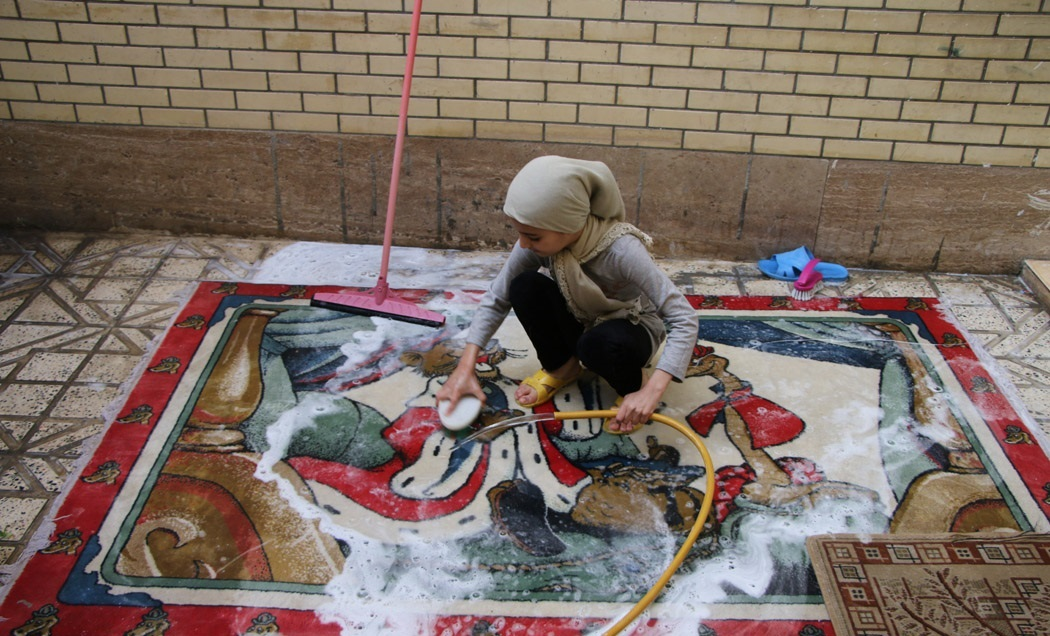
Une fillette iranienne nettoie un tapis dans la cour de sa maison pendant Norouz 2018.

Plusieurs origines sont proposées pour la pratique du grand ménage de printemps. Certains chercheurs la font remonter à la fête de Norouz, le nouvel an iranien, qui est fêté le premier jour du printemps. Les Iraniens continuent la pratique du khāne-takānī (en persan خانه‌تکانی ; littéralement « secouer la maison ») juste avant le nouvel an : tout dans la maison est soigneusement nettoyé du sol au plafond, y compris les textiles et les meubles.
Une autre possibilité suggérée renvoie à la pratique juive de nettoyer toute la maison en anticipation de la fête de Pessa'h, qui célèbre l’Exode hors d'Égypte. Elle dure une semaine et durant ce temps, il y a de strictes interdits contre le fait de manger du hametz (pain levé), ou de manière plus générale de manger ou boire des aliments levés ou fermentés) Non seulement il est interdit d'en consommer, mais le Livre de l'Exode ordonne d'en enlever toute trace de la maison (12:15, 19). Par conséquent, les Juifs pratiquants font généralement un grand ménage de printemps, suivie par la recherche traditionnelle des miettes à la bougie (Bedikat 'hametz) le soir précédant le début de Pessa'h.
Les célébrations associées à Pâques sont également associées au grand ménage de printemps dans le Christianisme. Traditionnellement, dans l'Église catholique, l'autel de l'église et tout ce qui lui est associé est nettoyé à fond le jeudi saint. La pratique se retrouve aussi en Grèce et dans les autres pays orthodoxes, où il est traditionnel de faire un grand ménage juste avant ou durant la première semaine du grand carême, le premier jour de celui-ci étant appelé le Lundi pur.

## Pratique
Le grand ménage de printemps est pratiqué dans la plupart des pays occidentaux : l'ouvrage Why cleaning has meaning mentionne notamment que cette tradition existe en Allemagne et aux Pays-Bas, ainsi qu'en Russie chez les chrétiens orthodoxes.
Selon une étude réalisée en 2014, 71% des Français ont déjà réalisé un nettoyage de printemps.

## Autres traditions similaires
Au Brésil, cette tradition s’appelle « faxina », littéralement « nettoyage en profondeur ». C’est un jour où tous les membres d’un foyer brésilien se partagent les tâches ménagères tout en se rafraîchissant avec une boisson et en écoutant de la musique.